# Remondo
Remondo es un municipio y localidad española de la provincia de Segovia, en la comunidad autónoma de Castilla y León. El término municipal tiene una población de 316 habitantes (INE 2024).

## Geografía

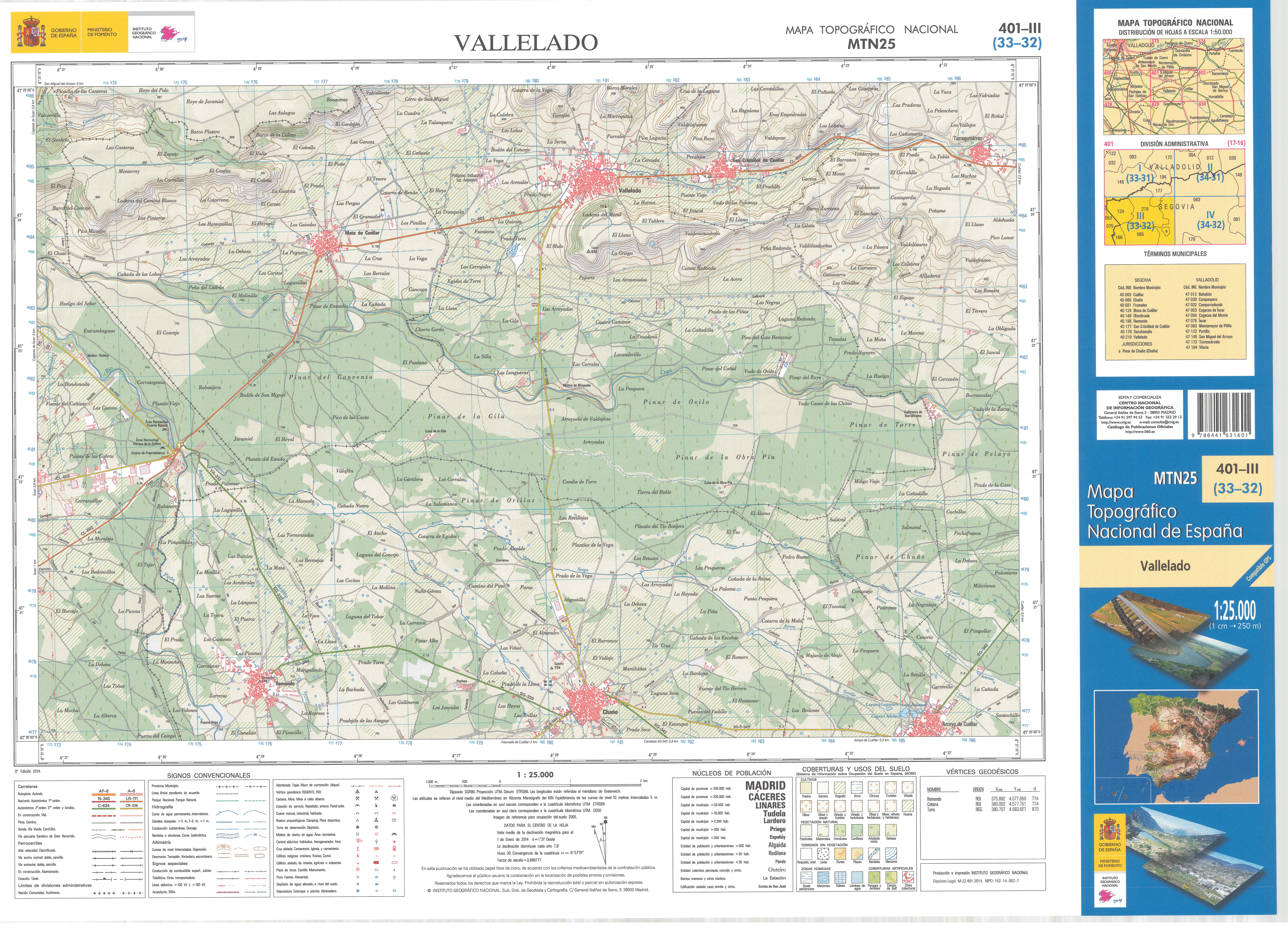
Fragmento de la hoja 401 del Mapa Topográfico Nacional de España de 2014 en el que se representa parte de Remondo

El término municipal tiene una superficie de 8,47 km². Por el municipio discurre el río Pirón.En el municipio se encuentran los despoblados de Sanchisgudo y Aldeanueva.
| Noroeste: Íscar (Valladolid) | Norte: Íscar (Valladolid) | Noreste: Chañe |
| Oeste: Íscar (Valladolid)    |                           | Este: Chañe    |
| Suroeste: Íscar (Valladolid) | Sur: Íscar (Valladolid)   | Sureste: Chañe |

## Historia
Fundado en época medieval como perteneciente a la Comunidad de Villa y Tierra de Íscar.
A mediados del siglo XIX, el lugar contaba con una población censada de 129 habitantes. La localidad aparece descrita en el decimotercer volumen del Diccionario geográfico-estadístico-histórico de España y sus posesiones de Ultramar de Pascual Madoz de la siguiente manera:

REMONDO: l. con ayunt. de la prov. y dióc. de Segovia (9 leg.), part. jud. de Cuellar (3), aud. terr. de Madrid (25), c. g. de Castilla la Nueva. sit. en terreno llano y algun tanto pantanoso; le combaten todos los vientos; y su clima es sano, padeciéndose sin embargo algunas tercianas y cuartanas. Tiene 36 casas, inclusa la de ayunt.; escuela de primeras letras comun á ambos sexos, dotada con 200 rs. y 40 fan. de trigo; un pozo de buenas aguas; una igl. parr. (La Asuncion de Ntra, Sra.), con curato de entrada y provision ordinaria, en los afueras una ermita, el Smo. Cristo, que sirve de capilla para el camposanto. Confina el térm. N. Chañe; E. Iscar; S. Fuente el Olmo, y O. Chañe; se estiende 3/4 leg. de N. á S. y 1/2 de E á O: y comprende 2 desp. titulados Sanchisgudo y Aldeanueva; como 500 obradas de pinar y algunos prados con medianos pastos: le atraviesa el r. Piron, pasando á 300 varas del pueblo, cuyas aguas utilizan los vec. para sus usos y el de los ganados. El terreno es en lo general arenisco, de segunda y tercera calidad. caminos: los que dirigen á los pueblos limítrofes y el que de Segovia va á Valladolid, todos en mal estado: el correo se recibe en Iscar, por balijero. prod.: trigo, cebada, centeno, algarrobas, garbanzos, muelas, patatas, rubia, piñon, melones y sandias: mantiene ganado lanar, vacuno, asnal, yeguar y de cerda; y cria zaza de liebres, perdices y palomas. ind.: la agrícola y fábrica de pez, en la que se ocupan 8 personas. pobl.: 30 vec., 120 alm. cap. imp.: 24,552 rs. contr.: 20'72 por 100.
(Madoz, 1849, p. 411)

## Demografía
Cuenta con una población de 316 habitantes (INE 2024).
| Gráfica de evolución demográfica de Remondo entre 1842 y 2021                                                         |
| |
| Población de derecho según los censos de población del INE. Población de hecho según los censos de población del INE. |

## Administración y política
Lista de alcaldes
| Periodo   | Nombre                      | Partido |
| --------- | --------------------------- | ------- |
| 1979-1983 | Carlos Herrero Ortega       | AE      |
| 1983-1987 | Luis Albertos Carrera       | Ind.    |
| 1987-1991 | Luis Albertos Carrera       | Ind.    |
| 1991-1995 | Luis Albertos Carrera       | PP      |
| 1995-1999 | Luis Albertos Carrera       | PP      |
| 1999-2003 | Luis Albertos Carrera       | PP      |
| 2003-2007 | Luis Albertos Carrera       | PP      |

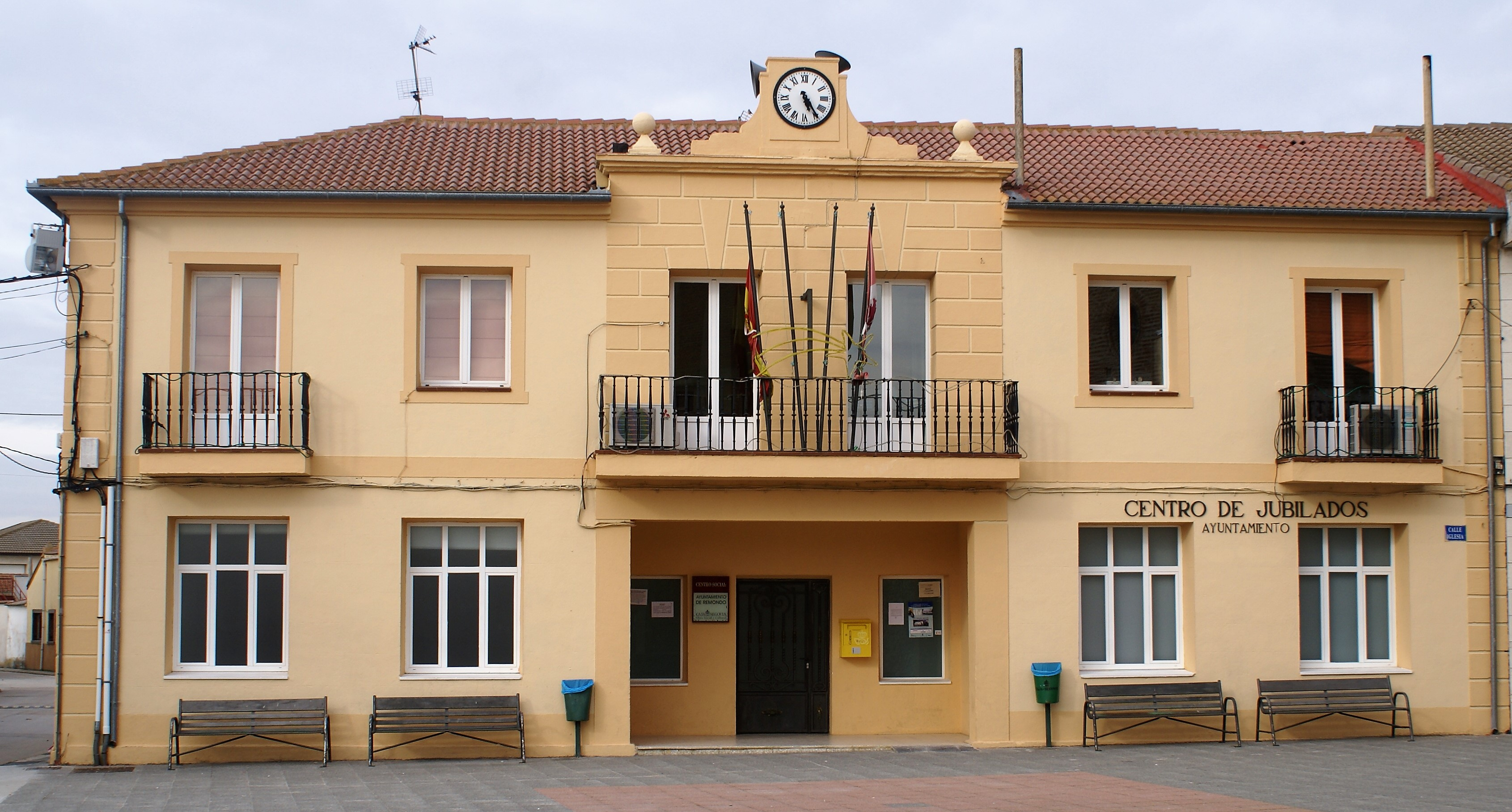
Casa consistorial

| 2007-2011 | María José González Herrero | PP      |
| 2011-2015 | María José González Herrero | PP      |
| 2015-2019 | María José González Herrero | PP      |
| 2019-2023 | María José González Herrero | PP      |
| 2023-act. | Juan José García García     | PP      |

## Cultura

### Patrimonio

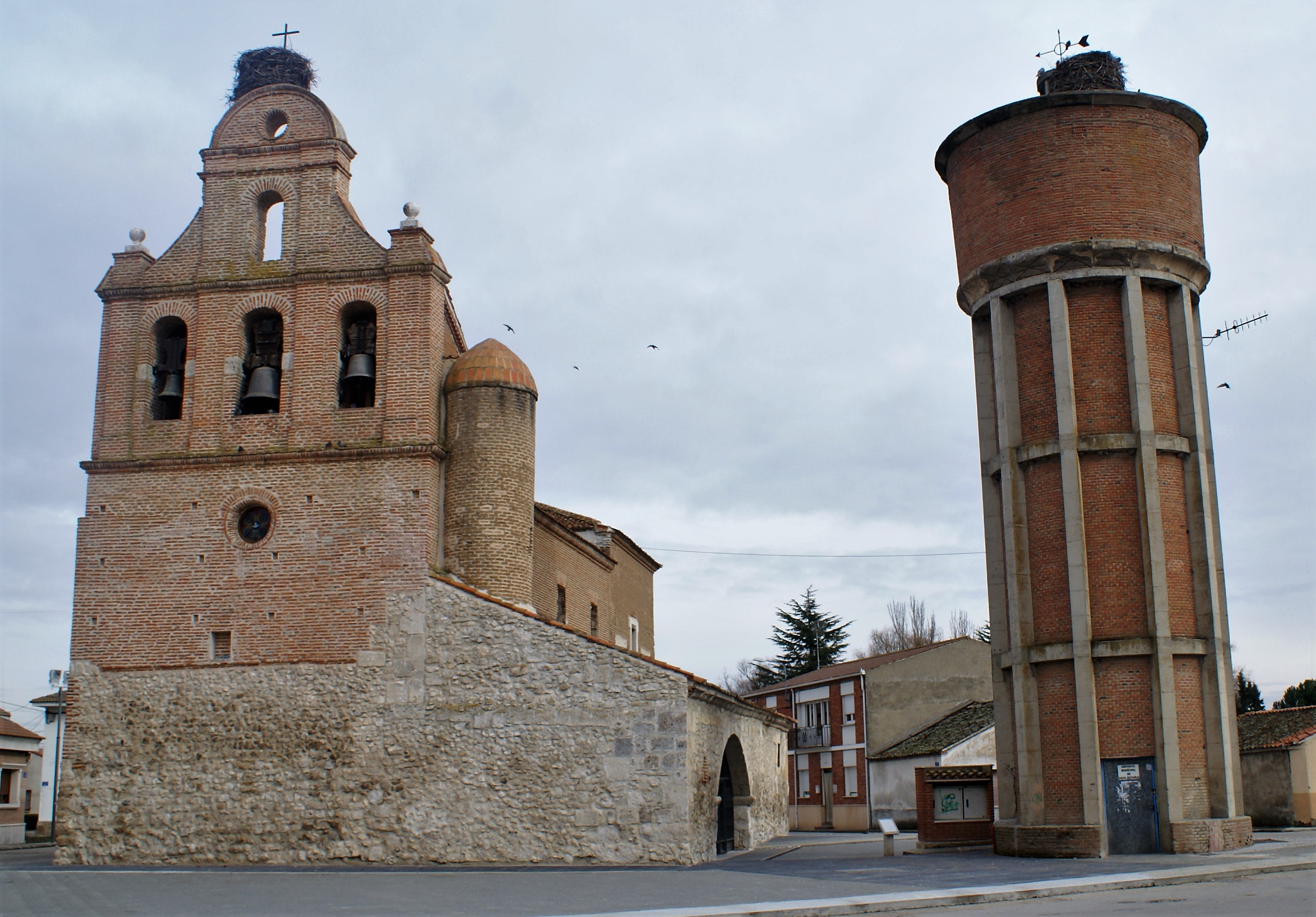
Iglesia de Nuestra Señora de la Asunción y depósito de agua

- Iglesia parroquial bajo la advocación de la Asunción de Nuestra Señora. Destaca su campanario barroco del siglo XVIII con sus tres campanas, el también barroco retablo mayor contiene tallas de San Juan y San Sebastián. Se guardan además, una custodia del siglo XVII y una cruz procesional del siglo XIX, ambas de plata.[2]
- Ermita de Cristo de Humilladero. Situada junto al cementerio, fue reconstruida en el siglo XVIII, tras un hundimiento. Tiene un retablo barroco de Cristo de factura popular en un retablo barroco y una imagen de Santa Águeda;[3]
- Entorno natural de la ribera del río Pirón con una presa y una masa de pinares, tanto resineros como piñoneros.[4]

### Fiestas
- Santa Águeda, el 5 de febrero;
- San Isidro labrador, el 15 de mayo;
- San Antonio de Padua, son las principales, el 13 de junio. Cuenta con la tradición de las Procesiones Mudas, celebrada desde el siglo XIX en recuerdo de los despoblados de Sanchisgudo y Aldeanueva.
- Procesión de La Carrera, en Semana Santa. Destaca la tradición de existencia de cofradías en la localidad;
- Asunción de la Virgen, en agosto;
- La Cruz de mayo, en mayo o en septiembre.[3][4]

### Gastronomía
- Plato tradicional de ave de corral escabechada;[4]
- Distintas variedades de espárragos.[6]